# Вільне падіння
Вільне падіння — рух фізичного тіла в умовах, коли на нього діє лише гравітаційна сила.

## Загальний опис
Попри слово падіння в назві, під дією сили тяжіння тіло не обов'язково повинно рухатися вниз. До прикладів вільного падіння належать рух тіла, підкинутого вертикально вгору або під кутом до горизонту, обертання Землі навколо Сонця тощо.
Особливістю вільного падіння є те, що рух тіла не залежить від його маси, оскільки сила тяжіння пропорційна масі. Рівняння руху тіла у вільному падінні набирає вигляду:
{\displaystyle m\mathbf {a} =m\mathbf {g} },
де {\displaystyle m} — маса тіла, {\displaystyle \mathbf {a} } — прискорення, {\displaystyle \mathbf {g} } — напруженість гравітаційного поля. Маса однаково входить в обидві частини рівняння, і її можна скоротити. Незалежність швидкості падіння тіла від його маси продемонстрував Галілео Галілей, кидаючи різні предмети з Пізанської вежі.
Це твердження набуває особливого значення в загальній теорії відносності, яка постулює рівність інерційно і гравітаційної мас, трактує рівняння
{\displaystyle \mathbf {a} =\mathbf {g} },
як принципову неможливість для спостерігача відрізнити рух в полі тяжіння від руху в неінерційній системі відліку, що називають принципом еквівалентності.
У вільному падінні тіло здебільшого перебуває в стані невагомості.

## В умовах Землі

### Вільне падіння у повітрі
В умовах Землі поле тяжіння однорідне, і напруженість гравітаційного поля {\displaystyle \mathbf {g} } дорівнює прискоренню вільного падіння. Однак необхідною умовою вільного падіння є можливість знехтувати опором повітря. У повітрі пір'їнка падатиме довше, ніж камінь. У повітрі на тіло діє сила Архімеда, тому тіла з густиною, меншою від густини повітря, не падатимуть, а підійматимуться вгору. Маленькі тіла, наприклад, частинки пилу або сніжинки, навіть маючи густину, більшу від густини повітря, падатимуть довго через броунівський рух.
Якщо опором повітря можна знехтувати, то вільне падіння в земних умовах описується формулами:
{\displaystyle v=v_{0}+gt}, при вільному падінні швидкість збільшується, а при підкиданні зменшується (тоді -gt)
{\displaystyle z=h+v_{0}t-{\frac {gt^{2}}{2}}},
де g — прискорення вільного падіння, v — швидкість тіла, а v0 — її значення в початковий момент часу,
z — висота тіла, а h — початкова висота.

### Вільне падіння у воді
Швидкість вільного падіння тіл у середовищах визначається взаємодією сил:
- гравітаційної
F1 = πd3 (δ — Δ) g / 6, Н, де d — еквівалентний діаметр кулі рівновеликої за об'ємом реа-льному тілу, м; δ — густина тіла, кг/м3; Δ — густина середовища, кг/м3; g — прискорення вільного падіння, м/с2;
- гідродинамічного опору
F2 = ψV2d2Δ , Н, де ψ — коефіцієнт гідродинамічного опору середовища рухомому тілу; V — швидкість тіла в середовищі, м/с.
Сила опору середовища рухомому в ньому тілу залежить від режиму руху — ламінарного або турбулентного. Режим руху характеризується безрозмірним параметром — числом Рейнольдса: Re = VdΔ /μ , 
де μ — динамічний коефіцієнт в'язкості, Па • с.
Ламінарний режим обтікання відбувається при невеликих швидкостях руху (Re <1) частинок малої крупності (d < 0,1 мм). При ламінарному обтіканні елементарні шари середовища плавно сходять з тіла і не утворюють вихрів. У цьому випадку сила в'язкісного опору середовища обумовлюється силами тертя, що виникають у ньому внаслідок різниці швидкостей руху окремих елементарних шарів, і описується законом Стокса: F2• = 3πμVd. 
Так як:
μ = VdΔ / Re, то останнє рівняння для F2• можна перетворити в такий спосіб: F2• = 3πV2d2Δ / Re . 
Турбулентний режим обтікання характерний для високих швидкостей руху (Re >1000) великих частинок (d > 2 мм). Турбулентне обтікання супроводжується утворенням вихорів за рухомим тілом. Вихроутворення тим інтенсивніше, чим складніша конфігурація тіла і чим більша шорсткість його поверхні і швидкість обтікання. У результаті вихроутворення за рухомим тілом утворюється простір зі зниженим тиском. Різниця тисків визначає динамічний або інерційний опір середовища рухомому тілу, який описується законом Ньютона-Ріттінгера: F2•• = πV2d2Δ / 16. 
Закони Стокса і Ньютона-Ріттінгера кожний окремо не відбивають повної картини опору середовища рухомому тілу. Тіло випробовує одночасно вплив двох опорів, але в різному ступені. При параметрах Рейнольдса Re <1 переважає дія сил в'язкості, при параметрах Рейнольдса Re >1000 переважає дія сил інерції.
Для проміжної області значень параметра Рейнольдса 1 ≤ Re ≤ 1000, що відповідають швидкостям руху частинок крупністю 0,1 ≤ d ≤ 2 мм.